# كارين ميلز
كارين ميلز (بالإنجليزية: Karen Mills)‏ (و. 1953 – م) هي من .
وهي عضوة في الحزب الديمقراطي الأمريكي .

## التعليم
تعلمت في جامعة هارفارد.